# Monte Isola
Monte Isola (italienisch monte ‚Berg‘; isola ‚Insel‘) ist die größte Insel des Iseosees in der italienischen Region Lombardei. Sie hat etwa 9 km Umfang und ragt mehr als 400 Meter über die Wasseroberfläche hinaus. Auf der Bergspitze liegt die Kirche Santuario della Madonna della Ceriola.
Monte Isola ist Mitglied der Vereinigung I borghi più belli d’Italia (Die schönsten Orte Italiens).

## Einwohner
Die 1811 Einwohner (Volkszählung 2010) verteilen sich auf vier größere und fünf kleinere Dörfer, die von der Gemeinde Monte Isola verwaltet werden, welche auch die beiden kleinen Nebeninseln Isola di Loreto (im Norden) und Isola di San Paolo (im Süden) umfasst. Andere Quellen listen drei weitere Dörfer auf, für die jedoch keine separaten Volkszählungsergebnisse verfügbar sind. Größtes Dorf ist Siviano mit 425 Einwohnern (2001).
Der Verwaltungssitz der Gemeinde Monte Isola ist Siviano im Norden der Insel, etwa 77 Meter über dem Seespiegel gelegen.

## Verkehr
Auf der Insel gibt es eine Buslinie, die Bewohner dürfen Mopeds und Motorroller nutzen. Autos und LKW sind nur in Ausnahmefällen zugelassen. Touristen dürfen die Insel nur unmotorisiert oder mit dem Linienbus erkunden.
Es bestehen durchgehend Fährverbindungen – tagsüber viertelstündlich – zwischen Peschiera Maraglio und Sulzano sowie zwischen Carzano und Sale Marasino. Diese werden auch die ganze Nacht über betrieben. Außerdem fahren alle Linienschiffe Ziele auf der Insel an, sodass es auch in Sensole und Siviano tagsüber etwa stündlich Schiffsverbindungen gibt. Die Linienschiffe verkehren zwischen Iseo, Sulzano und den Inselorten während des ganzen Jahres von morgens früh bis spät in die Nacht.

## Kultur und Sehenswürdigkeiten
Den meisten Tourismus findet man in Peschiera Maraglio auf der Südostseite der Binneninsel. In Carzano auf der Ostseite der Insel ist noch eine alte Dorfstruktur mit engen Gassen und Wegen erhalten, die vorbildlich renoviert und gepflegt ist.
Im Juni 2016 eröffnete der Künstler Christo sein Kunstwerk The Floating Piers. Mit dieser Installation war es möglich, von Sulzano aus die Insel in der Höhe von Peschiera Maraglio zu Fuß über 16 Meter breite, im Wasser schwimmende Stege zu erreichen. Das Kunstwerk war nur temporär bis zum 3. Juli 2016 begehbar und wurde dann wieder abgebaut und recycelt.
Alle fünf Jahre im September, das nächste Mal vom 8. bis 14. September 2025, wird in Carzano das Fest Santa Croce gefeiert. Der ganze Ort ist dann mit über 200.000 täuschend echten Papierblumen geschmückt. Das Fest geht auf das Mittelalter zurück, als in der ganzen Region (außer in Carzano) die Pest verbreitet war. Eine Zigeunerin brachte ihren kranken Sohn nach Carzano, und er wurde dort gesund gepflegt. Zum Dank stiftete die Zigeunerin ein Blumenmeer. Das Fest gehört zu den Attraktionen Norditaliens und wird, vor allem am Wochenende, von unzähligen Menschen besucht.

## Bilder

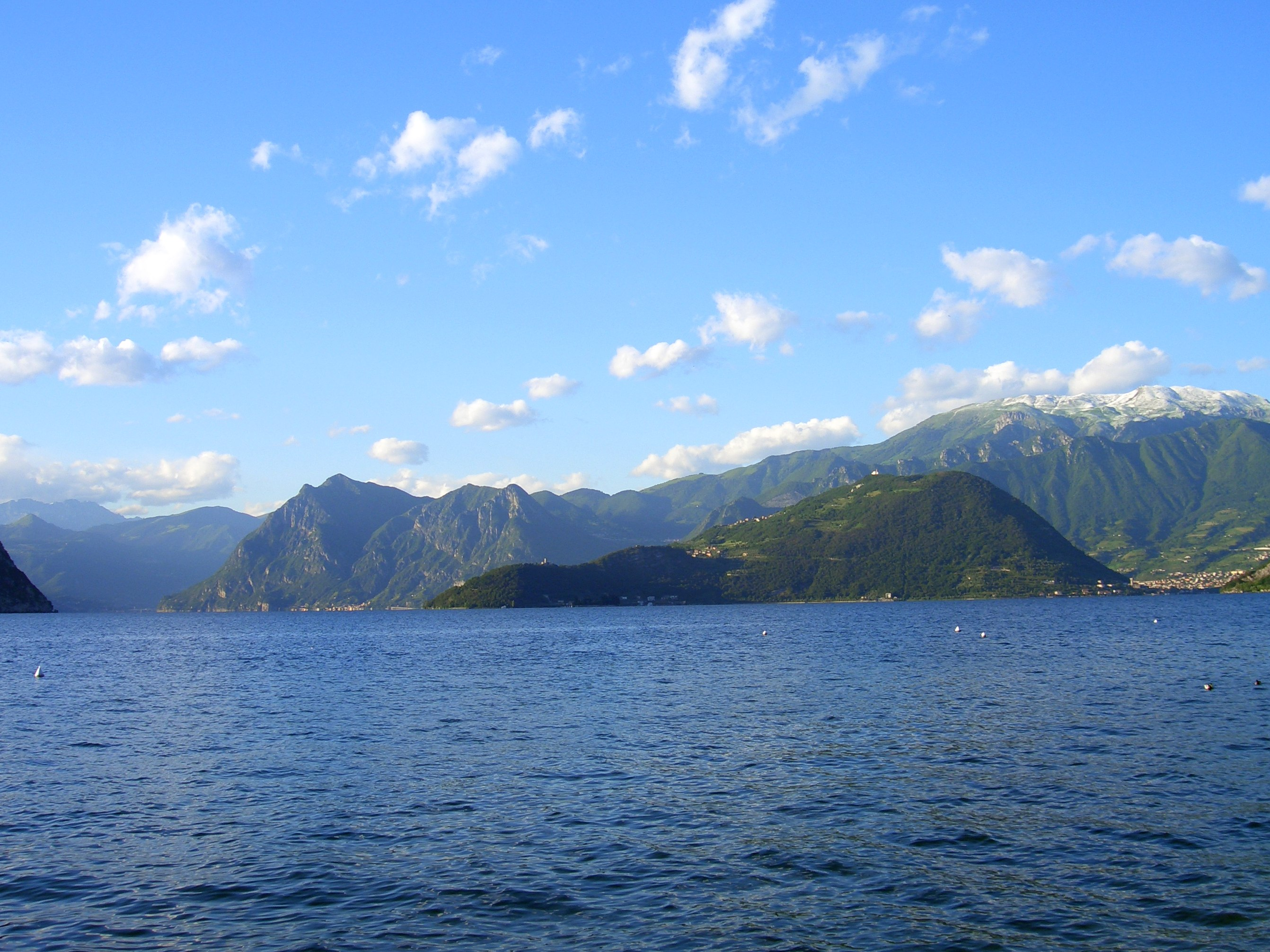
Lago d’Iseo mit Monte Isola
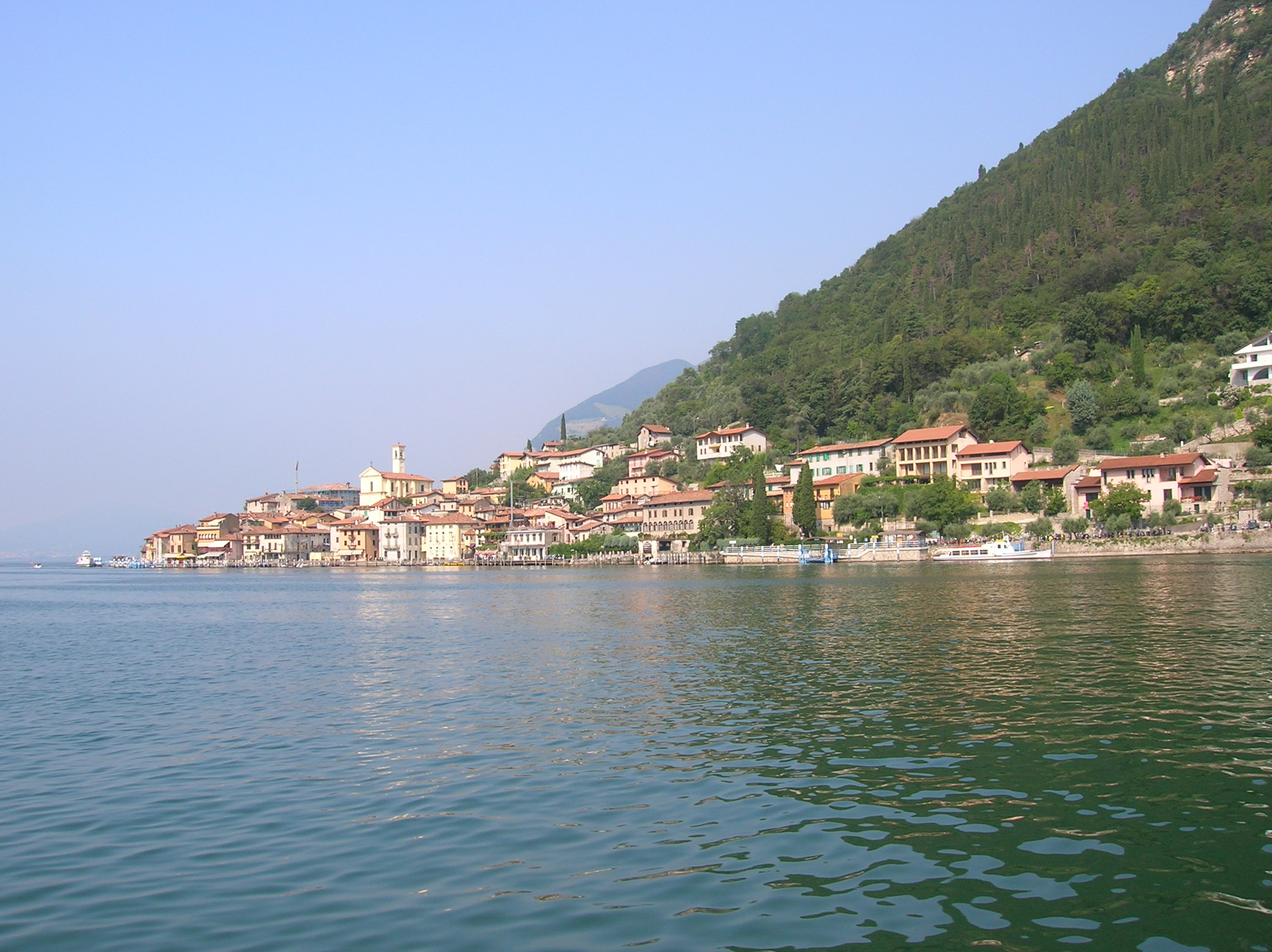
Peschiera Maraglio
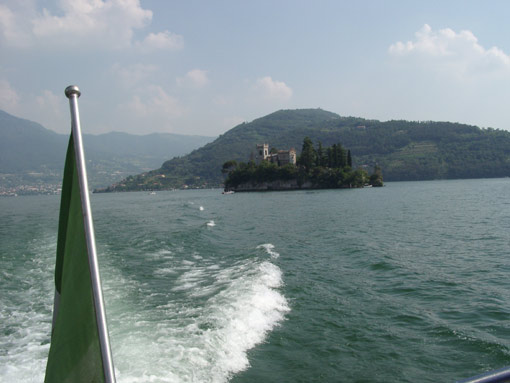
Monte Isola, davor Isola di Loreto
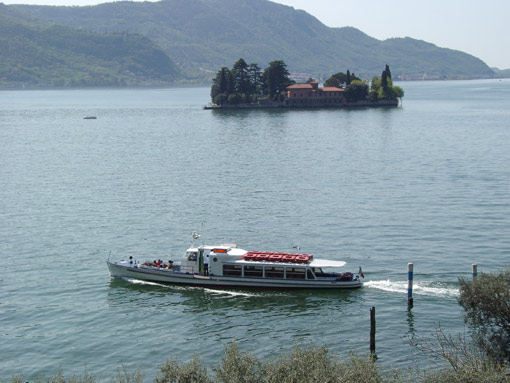
Schiff Ninfea mit Isola di S. Paolo
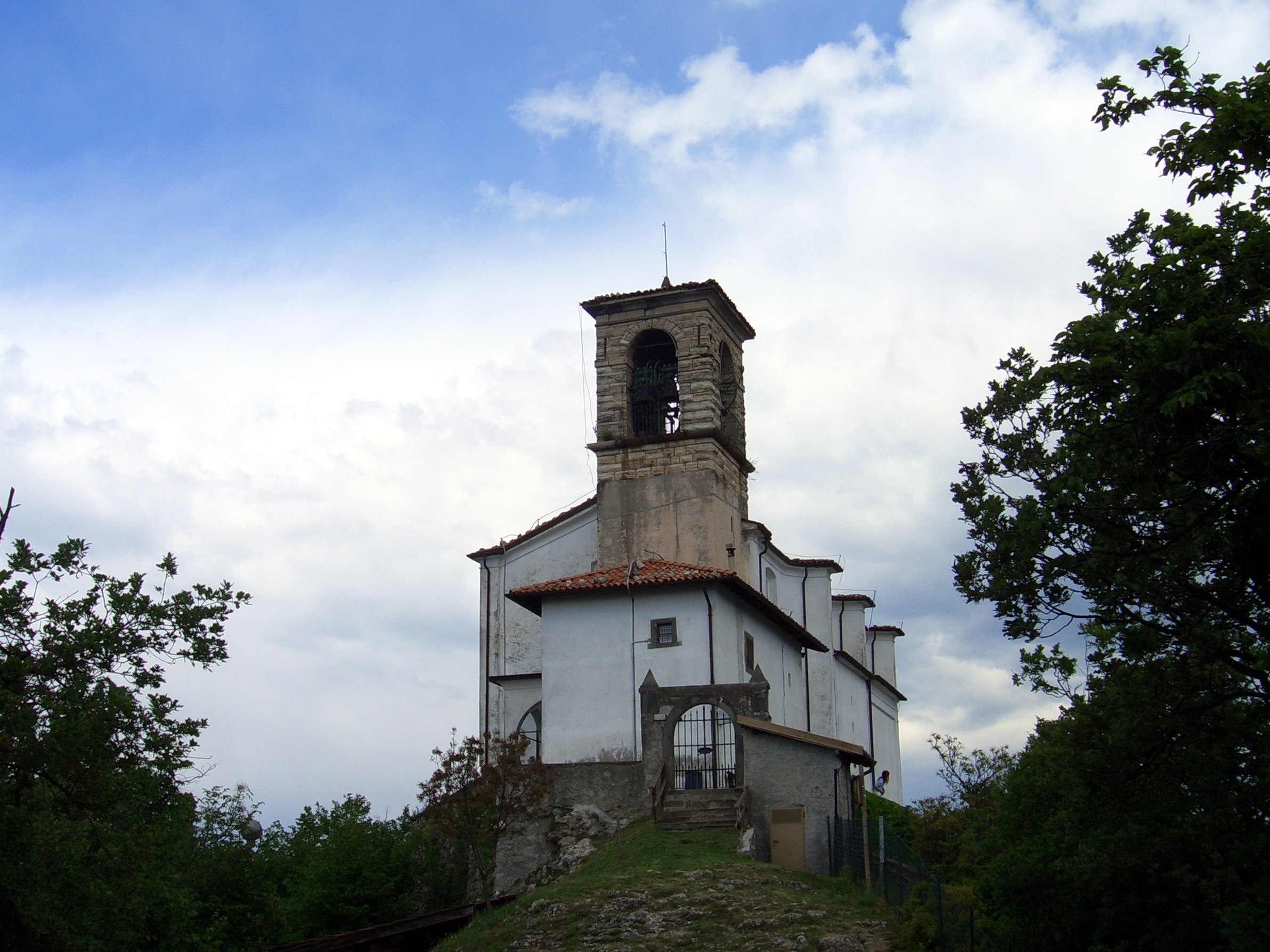
Santuario della Ceriola auf der Spitze der Insel
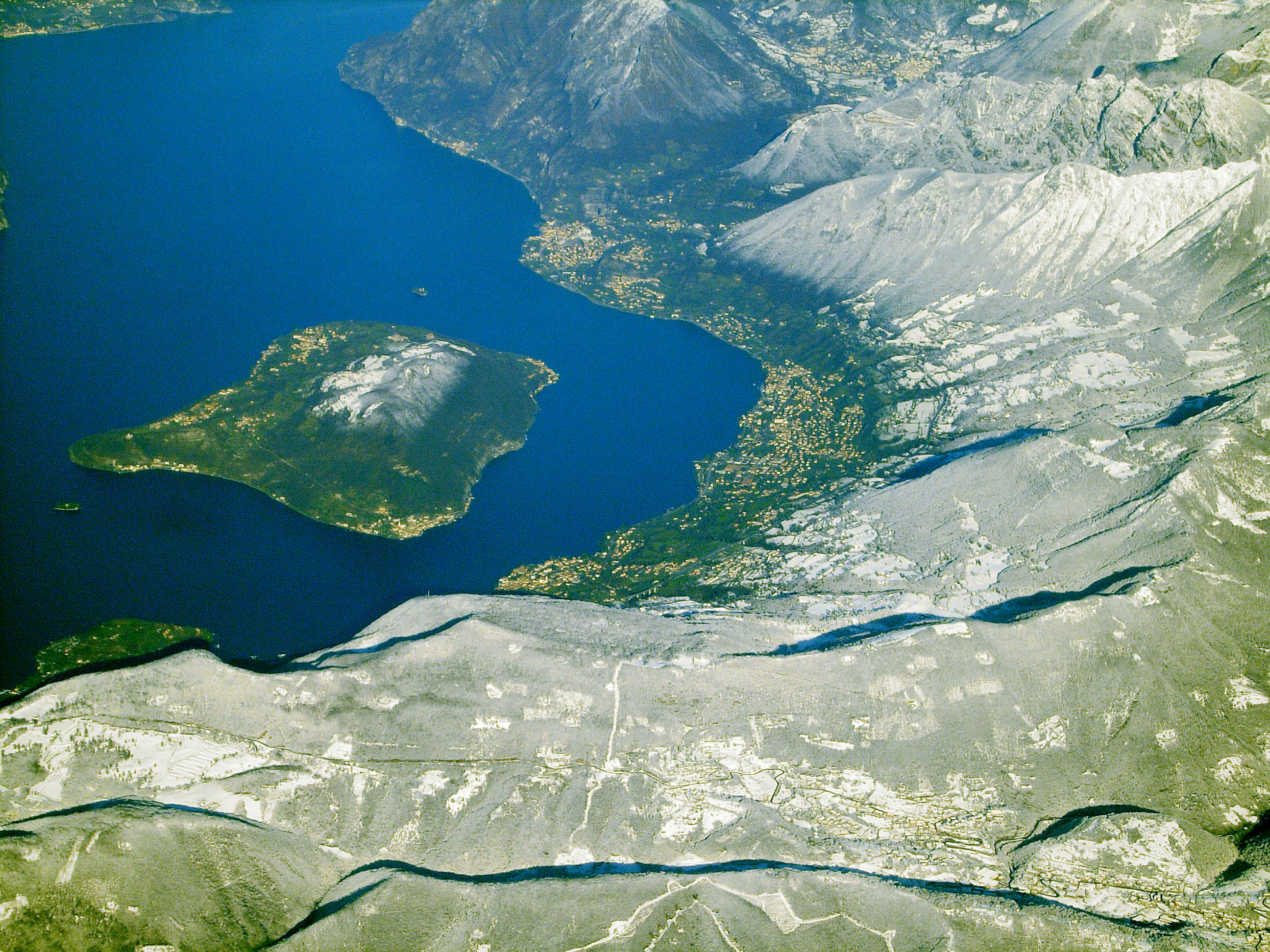
Lago d’Iseo mit Monte Isola (Luftbild)
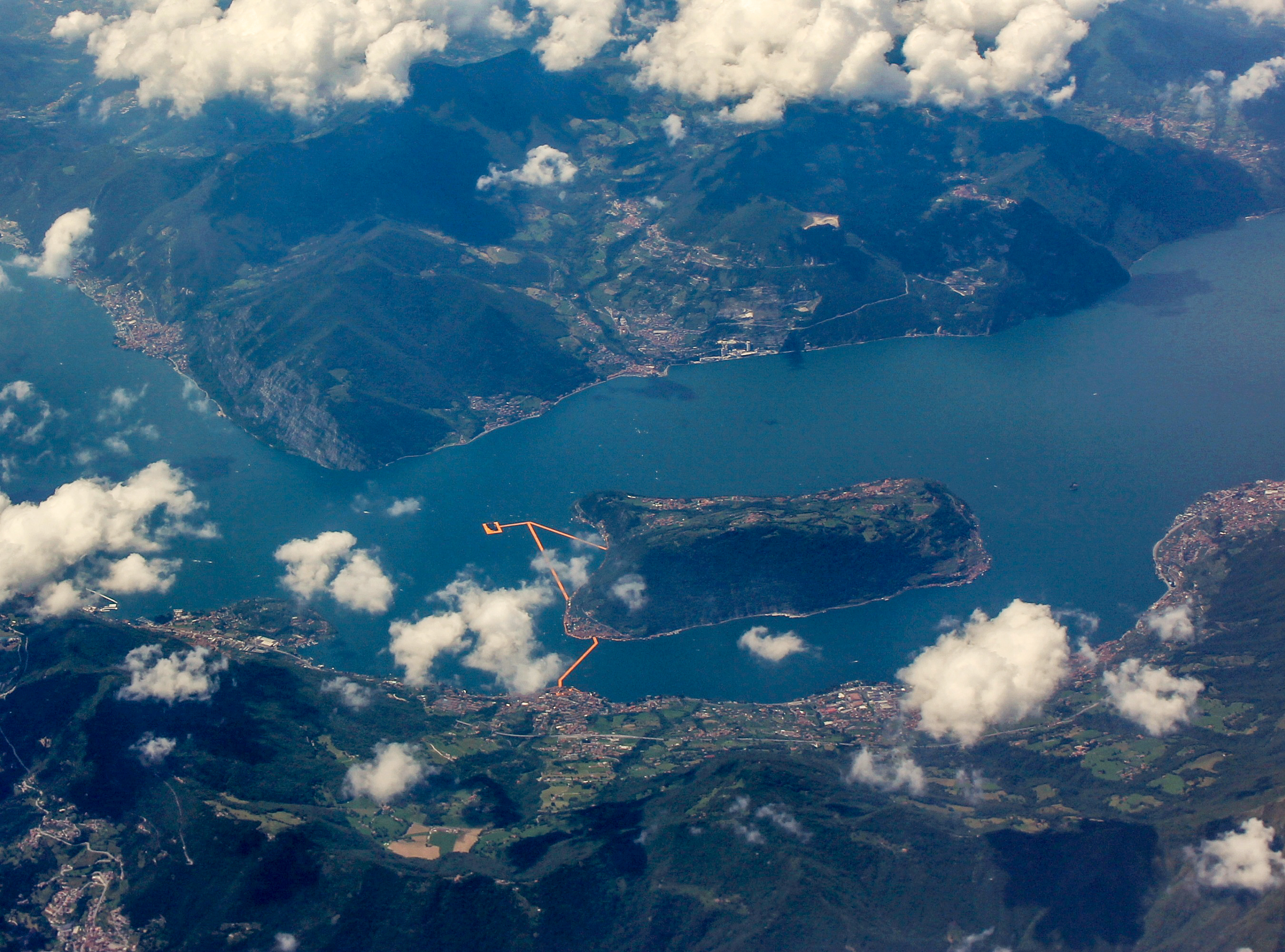
Luftbild von Christos „The Floating Piers“ auf dem Iseosee